# Красовский, Афанасий Степанович
Афанасий Степанович Красовский (литературный псевдоним — Ваня Чиркин; 1 мая 1911, Смоленская губерния — 26 апреля 1983, Севастополь) — советский поэт. Писал на русском языке. Участник Великой Отечественной войны. Член Союза писателей СССР.

## Биография
Родился 1 мая 1911 года в деревне Васильево (сейчас — Сафоновский район Смоленской области) в крестьянской семье. Был беспризорником. Воспитывался в трудовой колонии. Учился в вечерней школе рабочей молодежи. В 1927 году переехал в Москву, где работал на фабрике «Красная Роза» и на заводе «Каучук». Окончил художественно-педагогическое отделение Московского техникума изобразительного искусства в 1936 году.
Служил на Черноморском флоте на линкоре «Севастополь», где стал секретарём корабельной печатной газеты. Участвовал в организации литературного объединения в Севастополе в 1938 году.
В 1940 году стал сотрудником газеты «Красный черноморец». Во время Великой Отечественной войны являлся специальным корреспондентом «Красного черноморца». Материалы Красовского печатались также в газете «Советский флот». Во время войны служил в звании старшины 1-й статьи. Участвовал в боях за Одессу, Севастополь, Керчь и Новороссийск.
После окончания войны до 1955 года продолжал служить на Черноморском флоте, после чего ушёл в запас в звании старшего лейтенанта. Затем работал матросом на рефрижераторном судне «Тайфун» севастопольского управления «Югрыбхолодфлот», научно-исследовательском судне «Михаил Ломоносов» Морского гидрофизического института и плавучем заводе «Наталия Ковшова» ПО «Атлантика».
Более 10 лет возглавлял художественную студию для любителей изобразительного искусства флота и Севастополя. Автор 20 поэтических сборников. Сочинял тексты песен на морскую тематику. Писал материалы для Ансамбля песни и пляски Черноморского флота. Являлся членом Союза писателей СССР. Переводил с украинского некоторые произведения Ивана Неходы и Борислава Степанюка.
Скончался 26 апреля 1983 года в Севастополе. Похоронен на мемориальном братском кладбище советских солдат в Дергачах. На доме № 10 по улице Репина, где с 1969 по 1983 год жил Красовский, в июне 1994 года установлена мемориальная доска (скульптор С. А. Чиж, рубщик И. И. Степанов).

## Награды и звания
- Орден Красной Звезды (1944)[1]
- Медаль «За отвагу»[1]
- Медаль «За боевые заслуги»[1]
- Медаль «За оборону Севастополя»[1]
- Медаль «За оборону Одессы»[1]
- Медаль «За оборону Кавказа»[1]

## Сборники
- «Здравствуй, море» (1958)
- «Море шумит» (1966)
- «Открытый океан» (1968)
- «Матросская верность» (1972)
- «Верный курс» (1972)
- «Ветер с океана» (1977)
- «Корабельная сторона» (1980)